# Ortologia del català
L'ortologia del català (del grec orthos (recte) i logos (paraula) estableix la manera correcta de pronunciar les paraules d'aquesta llengua.
La representació gràfica d'una paraula indica en molts casos quina és la pronunciació correcta, però com que l'ortografia és convencional no sempre hi ha una correspondència unívoca entre un so i una lletra. A més a més, cal tenir en compte les diferents variants dialectals del català, variants que d'alguna manera ja van ser tingudes en compte en el moment d'establir l'ortografia.
Les primeres normes de pronunciació es troben disperses en l'obra gramatical de Pompeu Fabra. Actualment, l'Institut d'Estudis Catalans ha dictat unes recomanacions per a la llengua estàndard oral que tenen en compte els principals dialectes del català (septentrional, central, balear, nord-occidental, valencià i alguerès) i diferents registres (formal i informal). Per assegurar-se de quina és la pronúncia correcta d'una paraula es pot consultar un diccionari de pronúncia.

## Correspondència entre grafia i so
No es tenen en compte ni els estrangerismes ni els fenòmens de fonètica sintàctica.
La a
- ['a] en gral. (pa, ràdio)
- [ə] en gral., en cat. or., excepte alg. (sabó)
  - [a] en alguns cultismes, en cat. or. (arquebisbe, amén)
  - muda, al final d'alguns mots esdrúixols (família), en cat. sept. i bal., en registres informals
- [a] en gral., en cat. occ. i alg. (sabó)
  - [e] en el sufix masc- -ista (un turtista), en cat. occ.
  - [ɛ] final de mots fem. (casa), en part del cat. n-occ., en registres informals

La b
- [b] inicial i en gral. davant cons. sonora (bonic, objecte)
  - [m] assimilada, davant de m (abnegat)
  - [bb] geminada, en el grup bl, precedida de vocal tònica (poble), en cat. central
- [β] entre vocals (sabata)
- [p] final en gral. i davant cons. sorda (tub, dissabte)
  - muda, al final de mot o síl·laba, precedida de m (tomb, ambdós)
  - muda, en paraules amb abs-, obs-, seguits de cons. (abstracte, obstacle), en bal., en registres informals

La c
- [k] final en gral., davant de a, o, u, l, r i cons. sordes (foc, carn, conte, cullera, classe, crema, acte)
  - [c] final i davant de vocals a, e, i tòniques, en part del mall. (cre'c, 'cap)
  - [kk] geminada, en el grup cl, després de vocal tònica (tecla), en cat. central
  - muda, al final de mot, precedida de n (tronc) i els plurals (bancs), excepte en val.
- [g] davant cons. sonora (anècdota)
- [s] davant de e, i (cel, cirera, acció)
- muda, en la paraula doncs.

La ç
- [s] final i davant a, o, u (feliç, lliçó, vençut)
- [z] davant cons. sonora (feliçment)

La d
- [d] inicial i davant cons. sonora (dit, adjectiu)
- [δ] entre vocals (cadira)
- [t] final i davant cons. sorda (fred, adquirir)
- muda, en gral., final precedida de l, n (herald, profund) excepte en bal. i val., i en els plurals acabats en -rds (verds)
  - muda, en paraules amb ads-, seguit de cons. (adscriure), en bal., en registres informals
  - muda, en paraules amb -ndr- (divendres), en bal i cat. n-or., en registres informals

La e
- ['ɛ] en gral. (ferro, dèbil)
  - ['ɛ] procedent de E tancada en llatí vulgar, en cat. central (cadena)
  - ['e] procedent de E tancada en llatí vulgar, en cat. occ. i alg. (cadena)
  - ['ə] procedent de E tancada en llatí vulgar, en cat. balear (cadena)
- ['e] en gral. (herba, bé)
- ['e] mitjana, en ross. (ferro, dèbil, cadena, herba, bé)
  - ['e] o ['ɛ] en alguns cultismes (efecte, problema)
- [e] en gral., en cat. occ. (home, pregó)
  - [a] en alguns casos, en cat. occ., en registres informals: mots tradicionals començats amb les síl·labes em-, en-, es- (embut, encara, esperar) i altres (sencer, lleuger, resplendor)
- [ə] en gral., en cat. or. (home, pregó)
  - [a] en cat. alg. (home, pregó)
  - [e] en alguns cultismes, en cat. or. (teoria, aeroport)
  - [e] en alguns casos, en bal. (pregar, esperar; herbeta, ventada; mànec, càrrec)
  - muda, en els plurals d'alguns mots esdrúixols (gràcies), en cat. sept. i bal., en registres informals

La efa
- [f] en gral. (farina, cafè, confiar, baf)
- [v] seguida de cons. sonora (afganès)

La g
- [g] davant de a, o, u, i cons. sonora (gat, gos, gust, maragda)
  - [ɟ] final i davant de vocals a, e, i tòniques, en part del mall. (jo pag, gall)
  - [ŋ] assimilada, davant de n (signe)
  - [gg] geminada, en el grup gl, després de vocal tònica (regla), en cat. central
- [γ] entre vocals (regar)
- [k] en gral., final (llarg, càstig) i els plurals (llargs) 
  - muda, final darrere n (sang)
- [dʒ] en gral., davant e, i, inicial i darrere de cons., en cat. occ. (germà, girar, marge)
  - [dʒ] davant e, i, entre vocals, en val. (pàgina, pagès)
  - [jʒ] davant e, i, entre vocals, en alguns mots, en cat. n-occ. (pagès)
- [ʒ] davant e, i, inicial i darrere de cons., en cat. or. (germà, girar, marge)
- [tʃ] final, precedida de i tònica (mig, desig)

El dígraf gu
- [g] davant e, i (guerra, guitarra)
  - [ɣ] davant e, i, precedit de vocal (àguila)

El dígraf tg
- [dʒ] davany e, i (metge)

El dígraf ig
- [tʃ] final i davant cons. sorda (bateig, Puigsacalm)
- [dʒ] davant cons. sonora (Puigmal)

La h
- muda, en gral. (hora, oh!)
- [h] en algunes interjeccions (ehem!)

La i
- ['i] en gral. (pi, camí. països)
- [i] en gral. (pintar, amoïnar)
- [j] en diftongs creixents (iogurt, noia, condició)
  - [i] en alguns diftongs creixents, en registres formals (condició)
- [j] en diftongs decreixents (mai, reina, boira, avui)
  - [j] en el fals dígraf ix (caixa, dibuix), en cat. occ., excepte val. merid., i tarrag.
  - muda, en el dígraf ix (caixa, dibuix), en cat. or., excepte tarrag., i val. merid.
- muda, en el dígraf ig (roig, rebuig)

La j
- [dʒ] en gral., en cat. occ. i tarrag. (jardí), excepte en els dígrafs tg, tj, dj
  - [dʒ] entre vocals, en val. (pluja)
  - [jʒ] en alguns mots, entre vocals, en cat. n-occ. (pluja)
  - [j] en els mots jo, ja, jas, en val. tarrag. i part del cat. n-occ.
- [ʒ] en gral., en cat. or., llevat del tarrag. (jardí), excepte en els dígrafs tg, tj, dj

Els dígrafs tj, dj
- [dʒ] en gral. (platja, adjectiu)

La k
- [k] en gral. (kamizake)

La l:
- [l] en gral. (abril, maleta)
  - [ʎ] assimilada, davant de g (àlgebra)
  - muda, en algunes paraules acabades en -ol (plànol)
  - muda, en el mot altre i compostos (nosaltres, vosaltres), en registres informals

La ela geminada (l·l)
- [ll] en gral. (col·legi, il·lusió)

El dígraf ll
- [ʎ] en gral. (llet, pollastre)
  - [j] procedent de LY, C'L, G'L del llatí vulgar (palla, vull), en registres informals, en bal. i part del cat. central

La m
- [m] en gral. (mapa, amic, comprar, llum)
- [ɱ] davant de f i v pron. [v] (triomf, tramvia)

La n
- [n] en gral. (nas, pena, trenta, quan)
- [m] assimilada, davant de b i m (benmirat), i davant de v pron. [b] (canvi)
- [ɱ] assimilada, davant cons. f i v pron. [v] (confit, canvi)
- [ɲ] assimilada, davant cons. palatal (àngel, panxa)
- [ŋ] assimilada, davant cons. velar (conca, sang)

La o
- ['ɔ] en gral. (roba, allò)
- ['o] en gral. (fosc, córrer)
  - ['o] o ['ɔ] en alguns cultismes (zona, docte)
- ['o] mitjana, en ross. (roba, allò, fosc, córrer)
- [o] en gral., en cat. occ. i mall. (robar)
  - [u] en alguns casos, en cat. occ. i mall. (sortir)
  - [ew] o [əw] en el pronom ho en posició proclítica (ho diu), en cat. occ. i mall.
- [u] en gral., en cat. or. excepte en mall. (robar)
  - [o] en alguns casos, en cat. or. (pouar)
  - [o] en alguns cultismes, en cat. or. (psicoanàlisi, síncope)

La p
- [p] en gral. (pes, mapa, plaça, repte, cop)
- [b] davant cons. sonora (capgirar)
  - [bb] geminada, en el grup pl, després de vocal tònica (triple), en cat. central
- muda, precedida de m, final o davant de cons. (camp, temps, compte)

La q
- [k] davant [w] (quatre, qüestió, aqüífer, quota)

El dígraf qu
- [k] davant e, i (queixal, quilo)

La erra
- [r] inicial, davant o darrere cons. (roca, carta, honra)
  - muda, la primera del mot arbre
  - muda o no, la primera de l'infinitiu, futur i condicional del verb prendre i der. (aprendre, comprendre)
  - muda, la primera de l'infinitiu, futur i condicional del verb perdre, en val.
  - muda, excepcionalment, en el mot dimarts, en val. i part del cat. n-occ. i central
  - [r] entre vocals en els compostos (contrarestar)
- muda, final, en general (llevat de gran part del val. (cantar, fuster)
- [r] final dels infinitius seguits d'un pronom feble amb cons. (dur-la, estimar-nos)
- [ɾ] final dels infinitius seguits d'un pronom feble amb vocal (anar-hi, fer-ho)
  - [r] final, en alguns mots (mar, amor)
- [r] final, en gran part del val. (cantar, fuster, amor)
- [ɾ] entre vocals o darrere cons. oclusiva (cara, prou, braç, tros, drap, crema, gran)

El dígraf rr
- [r] en gral. (arròs)

La s
- [s] inicial i final (sal, fals)
- [s] en gral. darrere cons. (dansa), excepte mots amb dins, fons, trans
  - [z] en mots amb dins, fons, trans (endinsar, enfonsar, trànsit)
- [s] en gral, davant cons. sorda (festa)
  - muda, en gral., davant de r (israelita)
  - muda, en cat. or., davant [ʒ], [ʃ] (desgel, desxifrar)
  - [S] en l'increment sc dels verbs incoatius (servisca, patisques), en cat. occ.
- [z] en gral., entre vocals, en general (camisa)
  - [s] entre vocals, en compostos (antesala)
  - muda, en el sufix -esa (pobresa), en val., en registres informals
- [z] davant cons. sonora (asma)
- muda, en els plurals -igs, -nxs, -xs (mareigs, esfinxs, apèndixs)
- muda, en els mots aquest davant de cons., aquests, posts

El dígraf ss
- [s] entre vocals (cassola)

El dígraf sc
- [s] entre vocals (piscina)

La t
- [t] en gral. (taula, pota, carta, batre, pot, hort)
- [d] davant cons. sonora (dotze)
  - [b] assimilada, en paraules com futbol
  - [l] assimilada, davant l (atleta)
    - [l] assimilada, en el dígraf tl procedent de T'L, D'L, J'L (espatla), en bal. i val.
    - [ʎ] assimilada, en el dígraf tll procedent de T'L, D'L, J'L (espatlla), en cat. n-occ, central i sept.
      - muda, en el dígraf tll de paraules com bitllet, ratlla, en bal. i val.

  - [m] assimilada, davant de m (setmana)
  - [n] assimilada, davant de n (cotna)
  - muda, en el sufix -itz- (protagonitzar)
- muda, en gral., final precedida de l, n (malalt, font), excepte en bal. i val.
- muda, en general, en els plurals en -rts (forts); també excepcionalment en el mot dimarts, en bal. i part del cat. or. i n-occ.
  - [t] final dels gerundis seguits de pronom feble amb vocal (acostumant-hi)

La u
- ['u] en gral. (salut, músic, reüll)
- [u] en gral. (pudent, diürètic)
- [w] en diftongs creixents (quan, paraigüer, pingüí, cauen)
- [w] en diftongs decreixents (caure, peu, riure, moure)
- muda, en els dígrafs qu, gu davant e, i (guerra, guitarra)

La v
- [v] inicial, entre vocals i darrere de cons. (vi, rave, canvi), en val. no apitxat, balear, alg. i part del tarrag.
- [b] inicial i darrere de cons., en parlars betacistes (vi, canvi)
- [β] entre vocals, en parlars betacistes (rave)
- [f] final (salv, leimotiv)

La w
- [w] en gral. (web, kiwi)
- [v] en gral. (watt, (kuwaitià)
  - [β] en alguns casos, en zones betacistes (kuwaitià)
  - [b] en gral., en zones betacistes (watt)

La x
- [ks] en gral. (taxi, excursió, apèndix, fixar)
  - [gz] en mots començats en ex- seguit de vocal o cons. sonora (examen, exhalar, inexistent, exmarit)
- [tʃ] inicial i darrere cons., en cat. occ. i tarrag. (xocar, planxa)
- [ʃ] inicial i darrere cons., en cat. or., excepte tarrag. (xocar, planxa)
- [ʃ] darrere de i, en alguns casos (guix, pixar)

El dígraf ix
- [ʃ] en cat. or. i val. merid. (caixa, dibuix)
- [jʃ] en cat. occ., excepte val. merid. (caixa, dibuix)
- [ʒ] davant cons. sonora (baixllatí o baixllatí)

El dígraf tx
- [tʃ] en gral. [txec, cotxe, despatx)

La y
El dígraf ny
- [ɲ] en gral (nyap, pinyol, pany)

La zeta
- [z] inicial, entre vocals i entre cons. i vocal (zero, ozó, onze)
- [s] final (hertz)